# Randegansari
Randegansari is een bestuurslaag in het regentschap Gresik van de provincie Oost-Java, Indonesië. Randegansari telt 8232 inwoners (volkstelling 2010).